# Săn thú lớn
Săn thú lớn (tiếng Anh: big-game hunting) hay cuộc săn lớn (tiếng Anh: big-game) là những cuộc săn bắn các loài thú lớn trên cạn, hầu hết là những động vật có vú sống trên cạn nhằm mục đích săn bắt lấy thịt rừng, các sản phẩm động vật khác (như sừng hoặc xương), chiến tích săn bắn (trophy) hay đơn thuần là một môn thể thao, giải trí, tiêu khiển. Nhiều phương pháp săn bắn thú lớn đã được phát triển qua nhiều thế kỷ. Các phương pháp chính được sử dụng hiện nay là rình rập, phục kích (săn mồi), lùa mồi, bẫy hoặc kết hợp chúng với nhau. Việc giải dọng gọi và dẫn dụ có thể được sử dụng để tăng tính hiệu quả của bất kỳ phương pháp hoặc kết hợp nào.

## Từ nguyên
Thuật ngữ này liên quan đến việc săn tìm các con thú lớn "Big Five" của châu Phi (sư tử châu Phi, voi châu Phi, trâu rừng châu Phi, báo hoa mai châu Phi và tê giác châu Phi) rồi chỉ về việc săn hổ và tê giác tại tiểu lục địa Ấn Độ. Cùng với năm loài động vật lớn, nhiều loài khác bị săn bắt bao gồm Linh dương Kudu, linh dương, và linh dương sừng móc. Mèo, hươu, tuần lộc, bò rừng châu Mỹ (săn bò rừng), hươu la, và hươu đuôi trắng (săn hươu) là những con thú săn lớn nhất bị săn ở Bắc Mỹ, nơi mà hầu hết các cuộc săn bắn lớn được thực hiện ngày nay.

## Địa điểm
Săn thú lớn được thực hiện ở Châu Phi, Bắc Mỹ, Nam Mỹ, Châu Âu, Châu Á và Úc. Ở Châu Phi, sư tử, trâu, voi (săn voi), hươu cao cổ và các loài thú lớn khác bị săn bắt. Ở Bắc Mỹ, các loài động vật như gấu (săn gấu), sói (săn sói), tuần lộc, nai sừng tấm, hươu, cá sấu, lợn rừng (săn lợn rừng), cừu núi và bò rừng bị săn bắt. Ở Nam Mỹ, hươu và các loài khác bị săn bắt. Ở châu Âu, cừu núi, lợn rừng, dê rừng, hươu, nai, và các loài khác bị săn bắt. Tại Châu Á, một số loài hươu, gấu, cừu núi và các loài khác bị săn bắt. Tại Úc, một số loài hươu và heo rừng cũng bị săn bắt (là những loài du nhập vào châu Úc). 